# Laomedeia (satélite)
Laomedeia (del griego: Λαομέδεια), también conocido como Neptuno XII, es un satélite irregular prógrado de Neptuno. Fue descubierto por Matthew J. Holman y su equipo de astrónomos el 13 de agosto de 2002. Antes de su nombramiento el 3 de febrero de 2007, fue designado provisionalmente como S/2002 N 3.
Laomedeia orbita a Neptuno a una distancia aproximada de 23.5 millones de kilómetros y tiene unos 42 kilómetros de diámetro (suponiendo que su albedo es de 0.04). Laomedeia tiene una inclinación de 37.874° respecto a la eclíptica y una excentricidad de 0.3969. Fue nombrado en honor a Laomedeia, una de las 50 ninfas Nereidas.